# Serapio Cruz

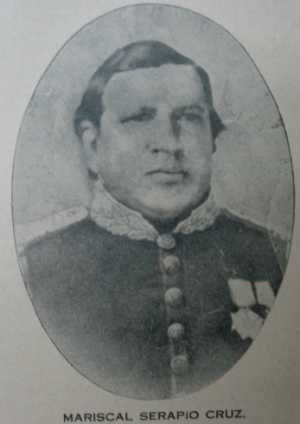
Serapio Cruz

Mariscal Serapio Cruz, auch Tata Lapo (* September 1835 in Sansur Palencia, Guatemala; † 22. Januar 1870, 7 km vor ebenda) war ein liberaler Condottiere in Guatemala.

## Leben
Ein Bruder von Serapio Cruz war Vicente Cruz, der ebenfalls ein Warlord der Fiebres war.
Das Brüderpaar stand in Opposition zum Regime von José Rafael Carrera Turcios.
Anfang 1848 kommandierte das Brüderpaar auf Seiten der Fiebres für Los Altos gegen Carrera und wurden von den Truppen von Carrera geschlagen.
Carrera war 1848 zum Rücktritt vom Präsidentenamt gezwungen worden und ging ins Exil nach Chiapas.
Am 16. August 1848 wurde Juan Antonio Martínez Präsident und beginnt damit die Unterbrechung der Präsidentschaft von Carrera, die bis 6. November 1851 dauerte. In einem Dekret vom 13. Oktober 1848 wurde Carrera bei Androhung der Todesstrafe verboten nach Guatemala zurückzukehren.
Am 28. November 1848 wählte das Parlament von Guatemala José Bernardo Escobar zum Präsidenten der Republik Guatemala und General Vicente Cruz zu seinem Stellvertreter.

## Vicentes Vizepräsidentschaft
Am 1. Dezember 1848 näherte General Vicente Cruz mit seinen Truppen von San José Pinula und machte in einem Brief das Angebot, dass im Fall einer kampflosen Übergabe von Guatemala-Stadt, die Leben und Haciendas respektieren würden, außer jener der Molinas, der Arrivillagas, der Vidaurres, Manuel Dardón, Juan Antonio Martínez, der Zepedas und José Francisco Barrundia. Escobar lehnte dieses Kapitulationsangebot ab.
Palencia, befand sich zu diesem Zeitpunkt in den Händen des Generals Serapio Cruz, dem Bruder von Vicente Cruz, der sein Kapitulationsangebot am 12. Dezember 1848 wiederholte. Escobar verfügte weder über Finanzen noch über Truppen, wählte den Verhandlungsweg und entsandte zahlreiche Verhandlungsdelegationen, zu denen auch der Erzbischof der Diözese Guatemala-Stadt Dr. Francisco de Paula García Peláez gehörte. Schließlich stimmte Vicente Cruz Verhandlungen zu. Die Verhandlungen scheitern und Escobar trat zum Jahresende 1848 vom Präsidentenamt zurück.
Vicente Cruz kannte die Regierung von Mariano Paredes an und kam am 9. Februar 1849 nach Guatemala, während sein Bruder Serapino Cruz und die anderen liberalen Warlords in Chiapas blieben. Vicente Cruz wurde am 20. März 1849 bei einem Kampf gegen die Gruppe um Agustin Perez tödlich von einer Kugel getroffen.
Am 6. November 1851 wird José Rafael Carrera Turcios erneut Präsident und Serapio Cruz dient sich ihm als Condottiere an.
1851 kommandiert er bei der Schlacht von Arada.
1856 war Serapio Cruz an einem Feldzug gegen die Filibustero-Piraten von William Walker in Nicaragua beteiligt. 1863 kommandiert Serapio Cruz bei den Feldzügen in 
Chiquimula gegen Honduras.
Am 24. Mai 1865 wird Vicente Cerna Sandoval Präsident, auch ihm dient sich Serapio Cruz als Condottiere an.

## Warlord
Am 2. Februar 1867 beteiligt sich Serapio Cruz an einem Aufstand der Fiebres gegen Cerna, der bald niedergeschlagen wird. Serapio Cruz flüchtet nach El Salvador.
Justo Rufino Barrios Auyón flüchtet nach Chiapas.
Im März 1869 lässt General Serapio Cruz von Chiapas aus die Plaza de Nentón in Huehuetenango angreifen und verbündet sich mit Barrios.
Die Fiebre-Söldner unter Serapio Cruz wenden Asymmetrische Kriegführung im Quiché und den Verapaces an. Die Söldner von Barrios operieren im Westen und die von Vicente Méndez Cruz, einem Neffen von Serapio Cruz an der Südküste von Guatemala.
Im Dezember 1869 rotten sie sich zusammen und greifen Huehuetenango an, wobei sich Barrios verletzt.
Auch Salamá ist vor Angriffen der Söldner nicht sicher.
Im Januar 1870 wagen sie sich in die Nähe von Guatemala-Stadt etwa sieben Kilometer vor Palencia.
Hier werden sie von Regierungstruppen unter Antonino Solares gestellt und Serapino Cruz getötet. Ihm wird der Kopf abgetrennt und in Guatemala-Stadt ausgestellt.
Sein Sohn Felipe Cruz teilt den Tod seines Vaters Barrios mit, der nach Chiapas geflüchtet war.
Die öffentliche Zurschaustellung des Kopfes von Serapino Cruz wird von der liberalen Propaganda als Beleg für die Grausamkeit des konservativen Regimes unter Cerna ausgeschlachtet.

## Tata Lapo
Eine ans Popol Vuh (Buch) angelehnte Legende verklärt sein Leben:
1865 kommandierte Tata Lapo in Palencia ein Bataillon, das mit Gewehren und Macheten bewaffnet war und bereitete den Aufstand von 1870 vor. Das Bataillon von Guastatoya wurde von Oberst Rito Orellana kommandiert und war aus Soldaten aus Jalapa und Jicaro zusammengestellt.

### Batalla del Paso de los Jalapas
Im November 1868 ließ Oberst Orellana sein Bataillon Jalapanecos bewaffnet mit Macheten und Gummischleudern, 588 Soldaten von Vicente Cerna schlagen. Die Jalapanecos schienen unverwundbar.
Das Pferd von Rito Orellana hieß “Guayacán”. Orellana begleitete der Sergenant Leopoldo Orellana Almazan seit er 17 Jahre alt war. Leopoldo Orellana Almazan heiratete die Tochter von Rito Orellana, Teodora Orellana.

### Batalla de Paso de Canales
Sargento Leopoldo Orellana Almazan kommandierte die Truppen aus Guastatoya, die zusammen mit den Truppen von Mariscal Serapio Cruz im Februar 1869 gegen die Truppen von Vicente Cerna Sandoval in der Schlacht von Canales fochten. Die Truppen von Rito Orellana schlugen die Truppen von Cerna.
An diesem Abend aßen die Soldaten Fleisch von in der Schlacht getöteten Pferden roh und ohne Salz.
Marshal Serapio Cruz verlor an diesem Nachmittag einen Teil seines Lieblingsgamaschenpaares.
Das Schlachten dauerte von Sonnenaufgang bis Sonnenuntergang.
Nach der Legende starb Tata Lapo im Juni 1870 in Palencia als Opfer eines Verrates durch seinen Paten, der ihm den Kopf abschnitt und ihn an einen Ceibaast hing, der verdörrte.